# مسکن (بازی ویدئویی)
مسکن (انگلیسی: Anodyne) یک بازی ویدئویی اکشن-ماجرایی تک‌نفره برای سکوهای ویندوز، اواس ده، لینوکس و اندروید می‌باشد که توسط آنالجستیک پروداکشن توسعه و نشر پیدا کرده‌است.
این بازی اولین بار در ۴ فوریه ۲۰۱۳ به صورت توزیع دیجیتال منتشر شد.